# Sinus Concordiae
El Sinus Concordiae (en llatí, "Badia de la Concòrdia") és una badia (si) lunar situada al llarg de la vora oriental de la Mare Tranquillitatis. Proper a la seva frontera nord es localitza el Palus Somni, mentre que en el seu costat sud apareix una zona de terreny irregular que conté el cràter Da Vinci, molt erosionat. Les coordenades selenogràfiques d'aquesta badia són 10.8° Nord, 43.2° Est, i té un diàmetre global de 142 km. La denominació de la badia va ser adoptat per la Unió Astronòmica Internacional en 1976.

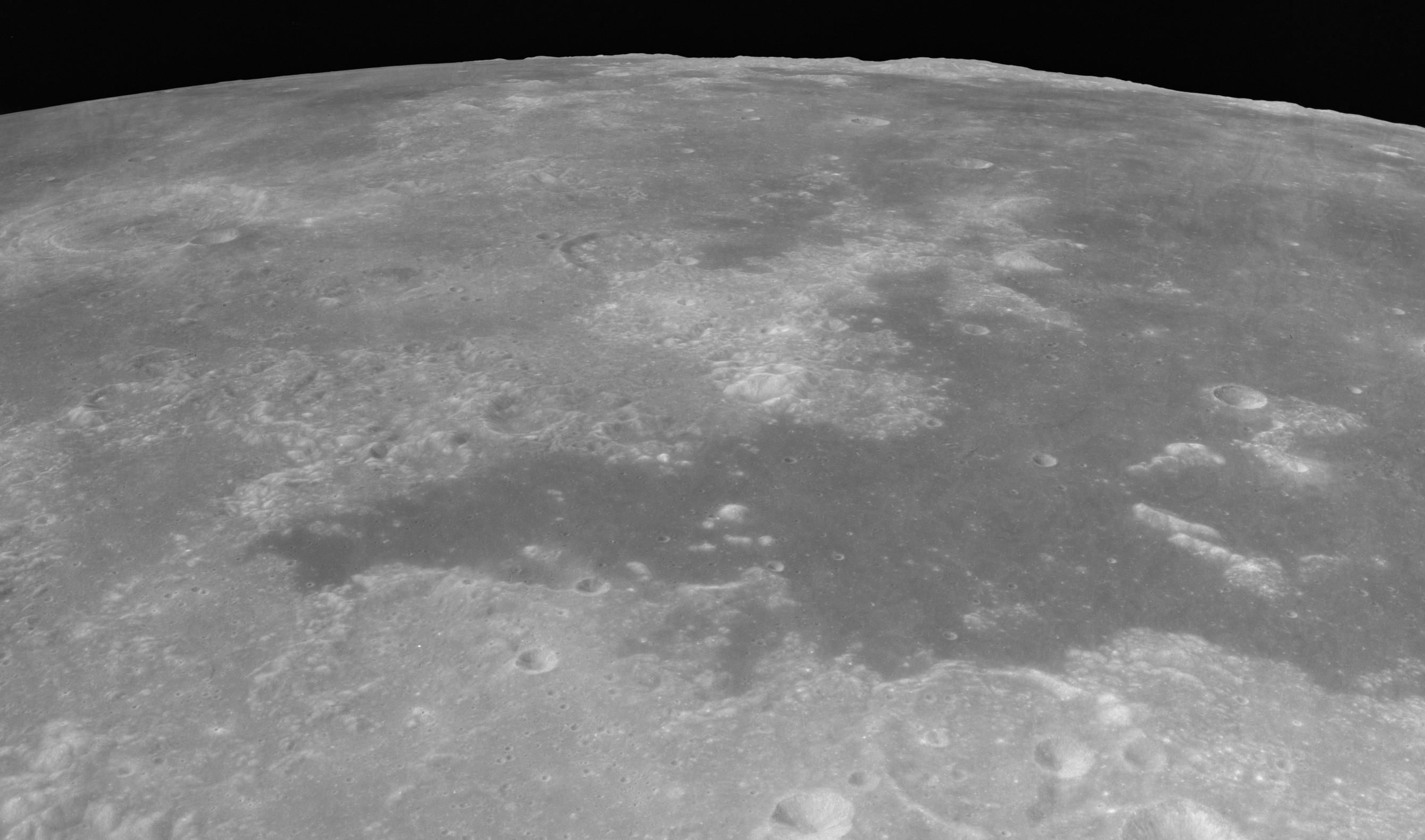
Vista obliqua mirant al sud des de l'Apol·lo 17